# Rectoria (la Pobla de Claramunt)
La Rectoria és una obra de la Pobla de Claramunt (Anoia) inclosa a l'Inventari del Patrimoni Arquitectònic de Catalunya.

## Descripció
Construïda en desnivell contemporàniament a l'actual es església parroquial que és de la mateixa època. El sostre és a una vessant, de teules i l'edifici de pedra, amb entrada per portal adovellat. L'altre cantó d'edifici dona al C/Major on la rectoria té una alta entrada al costat d'una botiga de queviures on es conserven els arcs gòtics de la capella de la Santíssima Trinitat. (Aquesta botiga és propietat del Bisbat i comparteix el mateix edifici de la rectoria).